# 26 días en la vida de Dostoyevsky
26 días en la vida de Dostoyevsky (en alemán: Двадцать шесть дней из жизни Достоевского) es una película soviético de 1981 dirigida por Aleksandr Zarkhi sobre un fragmento de la biografía del escritor ruso Fyodor Dostoevsky. Entró en la sección oficial de Festival de Cine de Berlín de 1981 donde el actor Anatoli Solonitsyn ganó el Oso de Plata a la mejor interpretación masculina.

## Argumento
La película está ambientada en octubre de 1866. Dostoyevski está atravesando un período duro y oscuro en su vida, incluido el funeral de su esposa, luego el de su hermano, deudas y una vida personal inestable. Firma un contrato leonino con el editor Stellovsky que dicta que en poco tiempo debe proporcionar el manuscrito de su nueva novela. Siguiendo el consejo de sus amigos, Fiódor recurre a los servicios de una taquígrafa, uno de los mejores alumnos del curso de Olkhin.
En el poco tiempo que se le concedió completó la novela El jugador. Un sentimiento tierno y sincero que surgió entre el escritor y su asistente se convierte en amor. Anna, superando sus dudas, se convierte en su esposa y amiga leal.

## Reparto
- Anatoly Solonitsyn como Fyodor Mikhailovich Dostoyevsky
- Yevgeniya Simonova como Anna Grigoryevna Snitkina
- Ewa Szykulska como Appolinariya Suslova
- Nikolai Denisov como Misha
- Yevgeni Dvorzhetsky como Pasha Isaev, Dostoevsky's stepson
- Yuri Katin-Yartsev como office worker

## Premios y distinciones
Festival Internacional de Cine de Berlín
| Año  | Categoría                                        | Artista            | Resultado |
| ---- | ------------------------------------------------ | ------------------ | --------- |
| 1980 | Oso de Plata a la mejor interpretación masculina | Anatoli Solonitsyn | Ganador   |